# Google Keep
Google Keep — бесплатный сервис, созданный компанией Google LLC в 2013 году, предназначенный для создания, редактирования и хранения заметок и ярлыков (хештегов). 
Google Keep доступен в виде: 
- интернет-приложения с доступом через любой совместимый браузер,
- подключаемого модуля (plug-in) для браузера Google Chrome
- приложения для устройств на iOS[2] и Android.

## Версии приложения

### Интернет-версия
Google Keep имеет только базовые функции: установка напоминания, изменение цвета заметки, вставка изображения и добавление новых листов. В web-версии Google Keep есть возможность перемещать элементы в списке и отсутствует кнопка «Сохранить», так как это происходит автоматически после внесения изменений.

### Версия для Android
Google Keep может быть установлен только на устройства с Android 4.0.3 (Ice Cream Sandwich) или с более новой версией. При внесении изменений в заметку они сохраняются автоматически, без возможности восстановления прежней версии.
В марте 2023 года Google Keep для Android получил интерактивный виджет с функциональностью To-Do-списка, позволяющий отмечать чекбоксы пунктов прямо с главного экрана.

### Версия для Chrome OS
Google Keep доступен для устройств с Chrome OS и для браузера Google Chrome. В этой версии имеются функции создания и редактирования заметок офлайн, а также добавления изображений.

### Web-версия
Имеется web-версия по адресу https://keep.google.com, для входа в которую требуется ввести учётные данные от аккаунта в Google.